# ديريك غوستافسون
ديريك غوستافسون (بالإنجليزية: Derek Gustafson)‏ هو لاعب هوكي جليد أمريكي، ولد في 21 يونيو 1979 في غريشام في الولايات المتحدة.

## وصلات خارجية
- ديريك غوستافسون على موقع دوري الهوكي الوطني (الإنجليزية)
- ديريك غوستافسون على موقع قاعة مشاهير الهوكي (لاعب أن.إتش.أل) (الإنجليزية)
- ديريك غوستافسون على موقع EliteProspects.com (الإنجليزية)
- ديريك غوستافسون على موقع HockeyDB.com (الإنجليزية)